# Гадасса
Гадасса жіноча сіоністська організація Америки (англ. Hadassah Women's Zionist Organization of America) — американсько-єврейська жіноча волонтерська організація. Заснована в 1912 році Генрієттою Шольд, вона є однією з найбільших міжнародних єврейських організацій, що налічує майже 300'000 членів у Сполучених Штатах. Гадасса збирає кошти для громадських програм та ініціатив у сфері охорони здоров'я в Ізраїлі, включаючи Медичну організацію Гадасса, та дві провідні дослідницькі лікарні в Єрусалимі. У США організація виступає від імені прав жінок, релігійної автономії та американо-ізраїльської дипломатії. В Ізраїлі Гадасса підтримує освіту та дослідження в галузі охорони здоров'я, жіночі ініціативи, школи та програми для малозабезпеченої молоді.

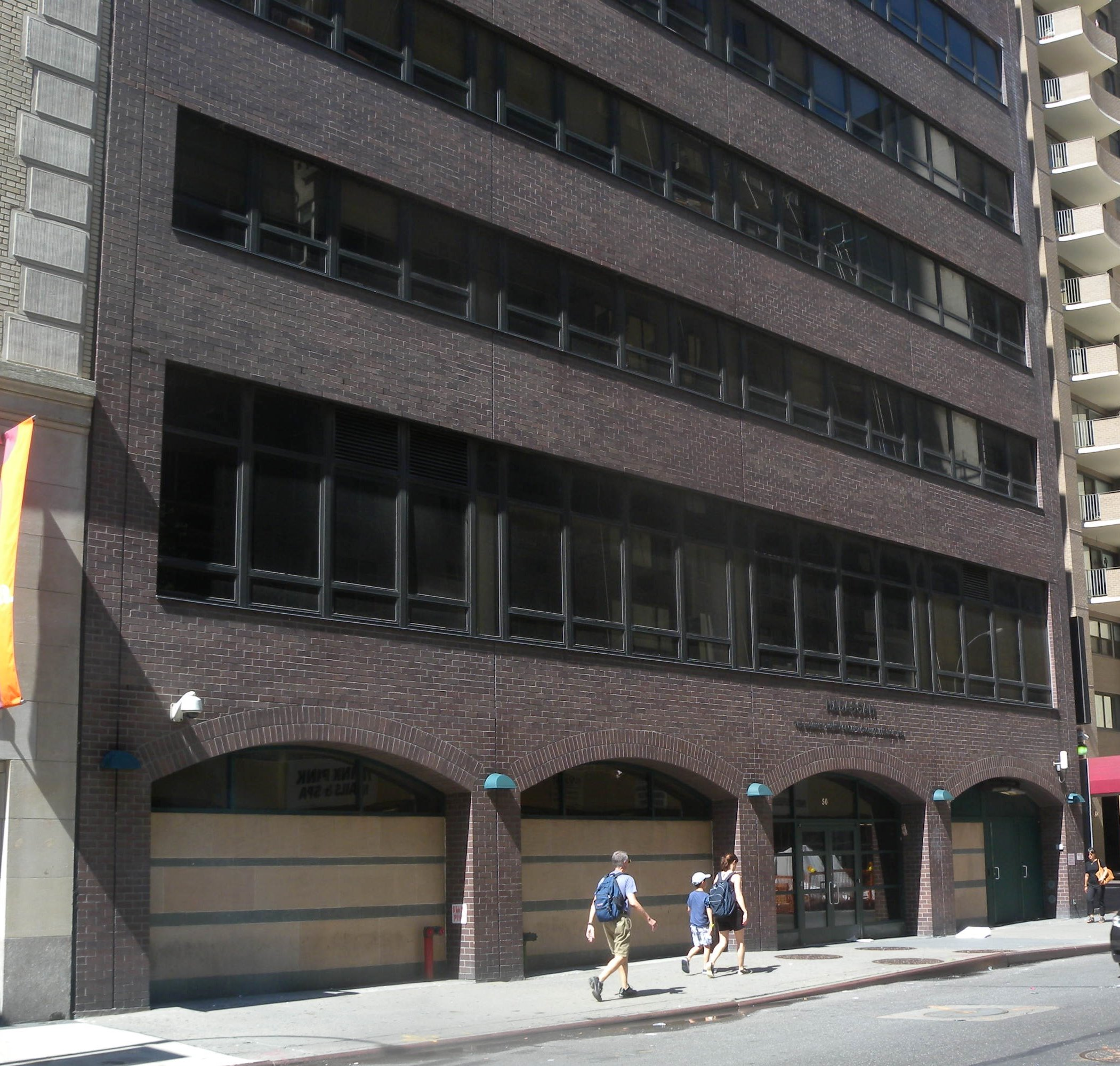
колишня штаб-квартира Hadassah на Мангеттені

## Список національних президенток
| роки на посаді       | ім'я івритом       | ім'я англійською та українською                           |
| -------------------- | ------------------ | --------------------------------------------------------- |
| 1912–1921, 1923–1926 | הנרייטה סאלד       | Henrietta Szold (Генрієтта Шольд)                         |
| 1921—1923            | אליס סליגסברג      | Alice Seligsberg (Еліс Ліллі Селіґсберґ)                  |
| 1926—1928            | אירמה לינדהיים     | Irma Lindheim (Ірма Леві Ліндгейм)                        |
| 1928—1930            | ציפ סולד           | Zip Szold (Ципора Шольд)                                  |
| 1930–1932, 1934–1937 | רוז ג' ג'ייקובס    | Rose G. Jacobs (Роуз Гелл Джейкобс)                       |
| 1932–1934, 1947–1952 | רוז לוריא הלפרין   | Rose Halprin (Роуз Лурія Халпрін)                         |
| 1937–1939, 1943–1947 | ג'ודית אפסטיין     | Judith Epstein (Джудіт Епстейн)                           |
| 1939—1943            | תמר דה סולה פול    | Tamar de Sola Pool (Тамар де Сола Пул)                    |
| 1952—1953            | איטה רוזנסון       | Etta Rosensohn (Ейта Розенсон)                            |
| 1953—1956            | רבקה שולמן         | Rebecca Shulman (Ребека Шульман)                          |
| 1956—1960            | מרים פרוינד-רוזנטל | Miriam Freund-Rosenthal (Міріам Коттлер Фройнд-Розенталь) |
| 1960—1964            | לולה קרמרסקי       | Lola Kramarsky (Вайолет "Лола" Інґеборґ Ельза Крамарскі)  |
| 1964—1968            | שרלוט ג'ייקובסון   | Charlotte Jacobson (Шарлотта Якобсон)                     |
| 1968—1972            | פיי שנק            | Faye L. Schenk (Фей Л. Шенк)                              |
| 1972—1976            | רוז מטצקין         | Rose Matzkin (Роуз Мацкін)                                |
| 1976—1980            | ברניס טננבאום      | Bernice Tannenbaum (Берніс Танненбаум)                    |
| 1980—1984            | פרידה לואיס        | Frieda Lewis (Фріда Льюїс)                                |
| 1984—1988            | רות פופקין         | Ruth Popkin (Рут Попкін)                                  |
| 1988—1991            | כרמלה קלמנזון      | Carmela Kalmanson (Кармела Калмансон)                     |
| 1991—1995            | דבורה קפלן         | Deborah B. Kaplan (Дебора Б. Каплан)                      |
| 1995—1999            | מרלין פוסט         | Marlene Post (Марлен Пост)                                |
| 1999—2003            | בוני ליפטון        | Bonnie Lipton (Бонні Ліптон)                              |
| 2003—2007            | ג'ון ווקר          | June Walker (Джун Вокер)                                  |
| 2007—2011            | ננסי פלצ'וק        | Nancy Falchuk (Ненсі Фальчук)                             |
| 2011—2015            | מרסי נייתן         | Marcie Natan (Марсі Натан)                                |
| 2015—…               | אלן הרשקין         | Ellen Hershkin (Еллен Гершкін)                            |

## Інші проєкти

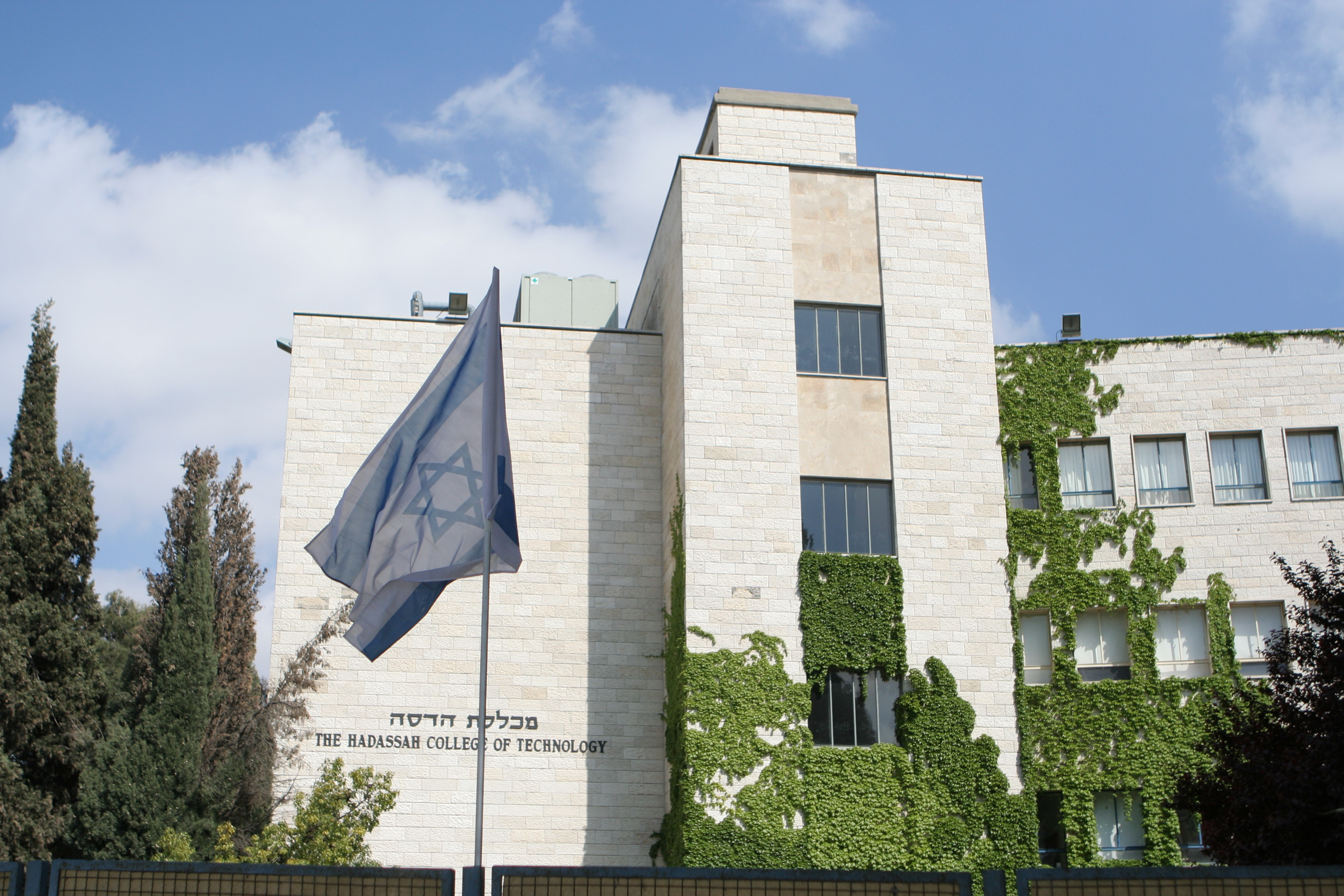
Академічний коледж Гадасса (Єрусалим) колишній Hadassah College of Technology

Єврейський національний фонд (JNF)
Єврейський національний фонд був заснований у 1901 році Теодором Герцлем для забезпечення права власності на землю в Підмандатній Палестині для єврейського народу з Османської імперії. Ця земля, більша частина якої була необробленою, була рекультивована для створення колективних робітничих громад, які могли б прогодувати себе сільськогосподарськими засобами. Зі зростанням фінансування Єврейського національного фонду зростала і їхня участь в інших аспектах культурного вдосконалення, таких як створення великих міських структур, фінансування витрат єврейських вчених і заснування вищих навчальних закладів. Партнерство Гадасси з JNF у 1920-х роках допомогло продовжити зусилля однодумців, включаючи виконання додаткової обіцянки JNF замінити 100'000 дерев, знищених внаслідок підпалу в 1990 році, зобов'язання забезпечити JNF рекреаційними можливостями в рамках плану розвитку Галілеї, а також виділення 3 мільйонів доларів на те, щоб зробити «Парк Американської незалежності» першим парком Ізраїлю, доступним для людей з обмеженими фізичними можливостями, серед інших. Меморіальні дерева та ліси, як і раніше, сплачують як приватно, для індивідуальної відзнаки, так і дарують на урочисті дати.
Міжнародні програми
Заснована в 1983 році національним президентом Берніс Танненбаум Гадасса Інтернешнл — є мережею волонтерів, серед яких чоловіки та жінки різних віросповідань та національностей. Гадасса Інтернешнл працює на всіх континентах, крім Антарктиди.
Янґ Гадасса Інтернешнл (Young Hadassah International) – це філія Hadassah International для молодих людей віком від 18 до 35 років, яка працює в Німеччині, Австралії, Мексиці та Великій Британії.
Журнал Hadassah
Hadassah Magazine — це журнал, що видається раз на два місяці від редакції Гадасса у штаб-квартирі WZOA на Манхеттені, і висвітлює новини, політику та культурні теми, насамперед для єврейської жіночої аудиторії. Він був в обігу з 1914 року, і в 1986 році мав 385'000 платних передплатників друкованого видання. Журнал отримав більше читачів на початку 2000-х років, коли він додав своє безкоштовне онлайн-видання, хоча цей крок також призвів до зменшення читацької аудиторії друкованих видань. Платний наклад друкованого видання зараз оцінюється в понад 250'000 примірників.
Журнал Hadassah отримав понад 350 нагород за редакційну майстерність, включаючи номінацію на Національній журнальній премії (National Magazine Award) в 1993 році та кілька премій Саймона Роковера (Simon Rockower Award).
Журнал був піонером у забороні реклами сигарет «відповідно до місії та філософії організації».